# Nancy T. Chang
Nancy Tang Chang (nacida en 1950), de soltera Tang Nanshan (chino: 唐南珊; pinyin: Táng Nánshān), es una bioquímica que cofundó Tanox en 1986 para abordar las necesidades médicas en los ámbitos de la alergia, el asma, la inflamación y las enfermedades que afectan al sistema inmunitario humano. Tanox adoptó un enfoque innovador al desarrollar un medicamento contra el asma centrado en la base alérgica del asma, Xolair. En junio de 2003, la Administración de Alimentos y Medicamentos de EE. UU. (FDA) aprobó Xolair, el primer producto biotecnológico autorizado para el tratamiento del asma relacionado con alergias. Tanox también participó activamente en el desarrollo de TNX-355, un anticuerpo para el tratamiento del VIH/sida. En 2007, Tanox fue vendida a Genentech por 919 millones de dólares. La Dra. Chang hizo que Tanox pasara de ser una idea a convertirse en una importante empresa que cotiza en bolsa, haciendo ciencia innovadora. Tras su éxito con Tanox, se ha convertido en inversora providencial en empresas sanitarias y realiza labores filantrópicas en proyectos comunitarios de educación sanitaria. 

## Biografía
Nancy Chang nació en Taiwán en 1950. Sus padres eran de China continental y habían viajado a Taiwán después de casarse. Debido a los disturbios políticos en China, no se les permitió regresar y se quedaron en Taiwán. Nancy estudió en el Taipéi First Girls' High School de Taipéi, donde "nos entrenaban para competir con los chicos". Estudió química universitaria el primer año de instituto y física universitaria el segundo.
Nancy estudió en la Universidad Nacional Tsing Hua de Taiwán, donde recibió clases del futuro Premio Nobel Yuan T. Lee.Allí conoció a un científico en ciernes, Tse Wen Chang. Se casaron pocos días antes de viajar a Estados Unidos, donde ambos habían recibido becas para cursar estudios de posgrado: Nancy en la Universidad de Brown y Tse Wen en la de Harvard. Durante el viaje en avión a Estados Unidos, Nancy leyó el libro de James Watson sobre el descubrimiento de la doble hélice. Esto despertó su interés por la biología, que no había estudiado antes. Posteriormente, Nancy cambió su orientación académica hacia la biología y se trasladó a la División de Ciencias Médicas de la Universidad de Harvard. Los Chang fueron de los primeros estudiantes internacionales de la División de Ciencias Médicas, y Nancy tuvo que esforzarse mucho debido a su desconocimiento del inglés. Nancy se doctoró en química biológica por la Universidad de Harvard.

## Trabajo
Su interés por el interferón la llevó a acercarse al Dr. Sidney Pestka de Roche Pharmaceutical Company  y ser contratada en Hoffman-La Roche.Durante un tiempo, los Chang soportaron las dificultades de un matrimonio itinerante: Nancy vivía y trabajaba en Parsippany, Nueva York; Tse Wen viajaba a Pensilvania cada semana para trabajar en Centocor. Con el tiempo, Nancy se incorporó a Centocor como diagnosticadora de laboratorio. Su pasión seguía siendo la investigación y participó en la investigación terapéutica de Centocor. Aportó varios proyectos nuevos, incluida la investigación sobre el VIH/sida. El equipo de Nancy participó en un consorcio que secuenció la estructura del genoma del VIH. Nancy desempeñó un papel decisivo en el desarrollo del primer ensayo de diagnóstico para detectar la infección por VIH empleando un segmento peptídico del VIH como antígeno en fase sólida en el inmunoensayo. Fue Directora de Investigación en Centocor de 1982 a 1986. 
En 1986, los Chang se mudaron a Houston, TX. El Baylor College of Medicine de Houston le ofreció a Tse Wen un puesto docente y Nancy también pudo obtener un puesto. Se convirtió en Profesora Asociada de Virología en la Facultad de Medicina de Baylor, donde trabajó desde 1986 hasta 1991. 
Tanto Nancy como Tse Wen sufrían graves alergias. Tse Wen tuvo una idea para tratar las alergias bloqueando la IgE (inmunoglobulina E), y los Chang fundaron la empresa biotecnológica Tanox. Tse Wen continuó con su trabajo preferente como profesor, y Nancy fue presidenta de la nueva empresa. En 1992, los Chang se separaron. Tse Wen regresó a Taiwán en 1996 para dar clases, mientras seguía siendo miembro del consejo de Tanox hasta que la empresa fue adquirida por Genentech. Nancy continuó su labor en Tanox, ejerciendo de directora general y de presidenta. 
Tanox se centró en satisfacer las necesidades médicas en los ámbitos de la alergia, el asma, la inflamación y las enfermedades que afectan al sistema inmunitario humano,desarrollando un medicamento contra el asma dirigido a la base del asma relacionada con la alergia, Xolair. La oferta pública inicial de Tanox en 2000 fue la segunda mayor salida a bolsa de una empresa biotecnológica, con una recaudación de 244 millones de dólares. En junio de 2003, la Administración de Alimentos y Medicamentos de EE.UU. (FDA) aprobó Xolair, el primer producto biotecnológico autorizado para tratar el asma relacionada con alergias.  En 2007, Tanox fue vendida a Genentech por 919 millones de dólares.Nancy siguió participando como presidenta del consejo de administración de Tanox.
Tanox también participó activamente en el desarrollo del TNX-355, un anticuerpo para el tratamiento del VIH/sida. Nancy ha declarado que le apasiona el sida por su trabajo como joven investigadora en uno de los primeros laboratorios que se enfrentaron a la enfermedad.
Nancy Chang ha publicado más de 35 artículos sobre temas como los anticuerpos monoclonales y el VIH. Ha obtenido siete patentes.
Chang ha formado parte de los consejos de administración del Banco de la Reserva Federal de Houston, de BioHouston, de Project Hope, de Charles River Laboratories y de la Junta de Visitantes del Centro Oncológico M.D. Anderson de la Universidad de Texas, entre otros. Nancy es inversora providencial en empresas sanitarias y realiza labores filantrópicas en proyectos comunitarios de educación sanitaria. Como parte de los programas del Proyecto Esperanza en China, ha tenido la responsabilidad de evaluar los progresos anuales en programas de la Facultad de Medicina de la Universidad de Wuhan, el Centro Médico Infantil de Shanghái y programas educativos y tratamientos para la diabetes y el VIH/sida. A partir de 2009, la Dra. Chang fue presidenta y directora gerente del fondo asociado Caduceus Asia de OrbiMed y miembro de Orbimed Advisors, la mayor empresa de inversión centrada íntegramente en el sector sanitario. A partir de 2013, Nancy Chang fue presidenta de Apex Enterprises.

## Premios y distinciones
Durante su carrera, la Dra. Chang ha recibido numerosos premios académicos, nacionales e internacionales por su liderazgo y contribuciones a la industria biofarmacéutica.
Nancy Chang fue incluida en el Salón de la Fama de las Ciencias de Texas en 2001, por sus logros ejemplares en ciencias. 
En 2005, fue nombrada Mujer Más Respetada en Biotecnología (MedAd News, 2005) y también recibió el Premio del Gobernador del Salón de la Fama de Logros Empresariales Globales de la Federación Global de Mujeres Empresarias Chinas en el Sur de EE. UU 
En 2008, Nancy fue incluida en la lista Forbes de veinticinco estadounidenses de origen chino notables. 
En 2012, se convirtió en la primera mujer en recibir el 14.º Premio Anual al Patrimonio Biotecnológico, otorgado por la Organización de la Industria Biotecnológica (BIO) y la Fundación del Patrimonio Químico.
Ha recibido varios premios adicionales, como el de la Asociación de Mujeres en Computación: Las 20 mejores mujeres en tecnología de Houston y Empresaria del año de Houston. 